# L'Estoviada de la Païssa
L'Estoviada de la Païssa és un paratge del terme municipal de Monistrol de Calders, al Moianès.
Està situat al nord del poble de Monistrol de Calders, al nord-est de la Serreta i al sud-est de la Quintana de la Païssa. Es troba a la dreta de la Golarda, a prop i a ponent del Pla de Cardona i al sud-oest de la resclosa de la Païssa. Forma part de les terres de la Païssa, que és al nord de l'Estoviada de la Païssa.